# Академічне веслування на літніх Олімпійських іграх 2024 — парні двійки (чоловіки)
Змагання з академічного веслування в парних двійках серед чоловіків на літніх Олімпійських іграх 2024 року тривають з 27 липня до 1 серпня 2024 на Національному олімпійському морському стадіоні Іль-де-Франс у Вер-сюр-Марні. Змагаються 26 веслувальників (13 двійок) з 13 країн.

## Розклад
Змагання тривають шість днів. 
Вказано центральноєвропейський літній час (UTC+2)
| Дата                    | Час   | Раунд             |
| ----------------------- | ----- | ----------------- |
| Субота, 27 липня 2024   | 11:30 | Попередні запливи |
| Неділя, 28 липня 2024   | 10:20 | Втішні запливи    |
| Вівторок, 30 липня 2024 | 11:10 | Півфінали A/B     |
| Четвер, 1 серпня        | 10:42 | Фінал B           |
| Четвер, 1 серпня        | 11:30 | Фінал A           |

## Результати

### Попередні запливи
Перші три човни з кожного запливу кваліфікувалися до півфіналів, а решта - потрапили до втішного запливу.

#### Заплив 1
| Місце | Доріжка | Веслувальник                    | Країна              | Час     | Нотатки |
| ----- | ------- | ------------------------------- | ------------------- | ------- | ------- |
| 1     | 1       | Мелвін Твеллар Стеф Брунінк     | Нідерланди (NED)    | 6:14.13 | Q       |
| 2     | 3       | Роббі Менсон Джордан Перрі      | Нова Зеландія (NZL) | 6:16.41 | Q       |
| 3     | 2       | Сорін Кошик Бен Девідсон        | США (USA)           | 6:16.48 | Q       |
| 4     | 5       | Мартин Мачкович Николай Пименов | Сербія (SRB)        | 6:17.36 | В       |
| 5     | 4       | Лю Чжиюй Аділіджан Сулітан      | Китай (CHN)         | 6:29.70 | В       |

#### Заплив 2
| Місце | Доріжка | Веслувальник                        | Країна         | Час     | Нотатки |
| ----- | ------- | ----------------------------------- | -------------- | ------- | ------- |
| 1     | 4       | Андрей-Себастьян Корня Мар'ян Енаке | Румунія (ROU)  | 6:16.47 | Q       |
| 2     | 2       | Мартін Гельсет К'єтіль Борх         | Норвегія (NOR) | 6:22.36 | Q       |
| 3     | 1       | Патрік Лончарич Антон Лончарич      | Хорватія (CRO) | 6:24.62 | Q       |
| 4     | 3       | Ніколо Каруччі Маттео Сарторі       | Італія (ITA)   | 6:48.77 | В       |

#### Заплив 3
| Місце | Доріжка | Веслувальник                 | Країна          | Час     | Нотатки |
| ----- | ------- | ---------------------------- | --------------- | ------- | ------- |
| 1     | 3       | Дейр Лінч Філіп Дойл         | Ірландія (IRL)  | 6:13.24 | Q       |
| 2     | 1       | Алеш Гарсія Родріго Конде    | Іспанія (ESP)   | 6:16.17 | Q       |
| 3     | 2       | Уго Бушерон Маттьє Андродіас | Франція (FRA)   | 6:18.69 | Q       |
| 4     | 4       | Йонас Ґельсен Марк Вебер     | Німеччина (GER) | 6:25.15 | В       |

### Втішний заплив
Перші три двійки з запливу виходять до півфіналу, четвертий - вибуває.

#### Втішний заплив 1
| Місце | Доріжка | Веслувальник                    | Країна          | Час     | Нотатки |
| ----- | ------- | ------------------------------- | --------------- | ------- | ------- |
| 1     | 3       | Мартин Мачкович Николай Пименов | Сербія (SRB)    | 6:31.54 | Q       |
| 2     | 4       | Йонас Ґельсен Марк Вебер        | Німеччина (GER) | 6:34.59 | Q       |
| 3     | 1       | Лю Чжиюй Аділіджан Сулітан      | Китай (CHN)     | 6:39.06 | Q       |
| 4     | 2       | Ніколо Каруччі Маттео Сарторі   | Італія (ITA)    | 6:43.83 |         |

### Півфінали
Перші троє човнів з кожного запливу виходять до фіналу A, решта - до фіналу B 

#### Півфінал A/B 1
| Місце | Доріжка | Веслувальник                        | Країна           | Час | Нотатки |
| ----- | ------- | ----------------------------------- | ---------------- | --- | ------- |
|       | 1       | Лю Чжиюй Аділіджан Сулітан          | Китай (CHN)      |     | FA      |
|       | 2       | Патрік Лончарич Антон Лончарич      | Хорватія (CRO)   |     | FA      |
|       | 3       | Андрей-Себастьян Корня Мар'ян Енаке | Румунія (ROU)    |     | FA      |
|       | 4       | Мелвін Твеллар Стеф Брунінк         | Нідерланди (NED) |     | FB      |
|       | 5       | Алеш Гарсія Родріго Конде           | Іспанія (ESP)    |     | FB      |
|       | 6       | Мартин Мачкович Николай Пименов     | Сербія (SRB)     |     | FB      |

#### Півфінал A/B 2
| Місце | Доріжка | Веслувальник                 | Країна              | Час | Нотатки |
| ----- | ------- | ---------------------------- | ------------------- | --- | ------- |
|       | 1       | Йонас Ґельсен Марк Вебер     | Німеччина (GER)     |     | FA      |
|       | 2       | Сорін Кошик Бен Девідсон     | США (USA)           |     | FA      |
|       | 3       | Роббі Менсон Джордан Перрі   | Нова Зеландія (NZL) |     | FA      |
|       | 4       | Дейр Лінч Філіп Дойл         | Ірландія (IRL)      |     | FB      |
|       | 5       | Мартін Гельсет К'єтіль Борх  | Норвегія (NOR)      |     | FB      |
|       | 6       | Уго Бушерон Маттьє Андродіас | Франція (FRA)       |     | FB      |

### Фінальна частина

#### Фінал B
| Місце | Доріжка | Веслувальник                    | Країна          | Час     | Нотатки |
| ----- | ------- | ------------------------------- | --------------- | ------- | ------- |
| 7     | 4       | Мартин Мачкович Николай Пименов | Сербія (SRB)    | 6:13.85 |         |
| 8     | 5       | Уго Бушерон Маттьє Андродіас    | Франція (FRA)   | 6:15.28 |         |
| 9     | 3       | Йонас Ґельсен Марк Вебер        | Німеччина (GER) | 6:15.17 |         |
| 10    | 6       | Мартін Гельсет К'єтіль Борх     | Норвегія (NOR)  | 6:17.51 |         |
| 11    | 2       | Лю Чжиюй Аділіджан Сулітан      | Китай (CHN)     | 6:21.98 |         |
| 12    | 1       | Патрік Лончарич Антон Лончарич  | Хорватія (CRO)  | 6:26.04 |         |

#### Фінал A
| Місце | Доріжка | Веслувальник                        | Країна              | Час     | Нотатки |
| ----- | ------- | ----------------------------------- | ------------------- | ------- | ------- |
| 1     | 1       | Андрей-Себастьян Корня Мар'ян Енаке | Румунія (ROU)       | 6:12.58 |         |
| 2     | 4       | Мелвін Твеллар Стеф Брунінк         | Нідерланди (NED)    | 6:13.92 |         |
| 3     | 3       | Дейр Лінч Філіп Дойл                | Ірландія (IRL)      | 6:15.17 |         |
| 4     | 5       | Сорін Кошик Бен Девідсон            | США (USA)           | 6:17.02 |         |
| 5     | 2       | Алеш Гарсія Родріго Конде           | Іспанія (ESP)       | 6:20.59 |         |
| 5     | 6       | Роббі Менсон Джордан Перрі          | Нова Зеландія (NZL) | 6:21.44 |         |